# Fédération nationale des producteurs de lait
Pour les articles homonymes, voir FNPL.
 (janvier 2017).
Si vous disposez d'ouvrages ou d'articles de référence ou si vous connaissez des sites web de qualité traitant du thème abordé ici, merci de compléter l'article en donnant les références utiles à sa vérifiabilité et en les liant à la section « Notes et références ».
La Fédération nationale des producteurs de lait, ou FNPL, est une des associations spécialisées de la FNSEA créé en 1946. Elle regroupe l'ensemble des producteurs de lait adhérents à la FNSEA via les FDSEA (Section laitière départementale ou fédération départementale laitière) et FRSEA (Section laitière régionale ou fédération régionale laitière).
La FNPL est le syndicat majoritaire qui représente les producteurs de lait auprès des pouvoirs publics français et européens. À ce titre, ses responsables participent à tous les travaux et rencontres ayant une incidence sur la production laitière française et sur le revenu des producteurs de lait.
La FNPL siège dans les structures nationales (CNIEL, Onilait, Confédération nationale de l'élevage, Institut de l'élevage…) et internationales (COPA COGEGA à Bruxelles, FIL).
La FNPL fournit à ses adhérents les éléments de formation et d'information leur permettant de conduire l'animation syndicale auprès des producteurs, tant au niveau départemental que régional.
Les dossiers principaux sont la réglementation et la gestion des quotas laitiers, le prix du lait, la politique laitière européenne, la qualité du lait et la contractualisation.

## Présidents
- Marcel Deneux
- Michel Ledru
- Jean-Marie Raoult
- Jean-Michel Lemetayer
- Henri Brichart
- Thierry Roquefeuil
- Yohann Barbe

## Activité de lobbying en France
Pour l'année 2017, la FNPL déclare à la Haute Autorité pour la transparence de la vie publique exercer des activités de lobbying en France, et recense dans l'organisation 25 personnes chargées de la représentation d'intérêts. Ses dépenses déclarées n'excèdent pas 10 000 euros.